# Cadmiumsulfat
Cadmiumsulfat ist eine chemische Verbindung aus der Gruppe der Sulfate.

## Vorkommen
Cadmiumsulfat kommt natürlich als Tetrahydrat bzw. Monohydrat in Form der seltenen Minerale Drobecit und Voudourisit vor.

## Gewinnung und Darstellung
Cadmiumsulfat kann durch Reaktion von Cadmiumoxid mit Schwefelsäure gewonnen werden.

## Eigenschaften
Cadmiumsulfat zersetzt sich oberhalb von 827 °C. Es kristallisiert in einer orthorhombischen Struktur mit der Raumgruppe Pn21m (Raumgruppen-Nr. 31, Stellung 5) und den Gitterparametern a = 4,698 Å, b = 4,719 Å und c = 6,558 Å.

## Verwendung
Cadmiumsulfat wird verwendet als Reagenz zum Nachweis von Resorcin, Arsen, Sulfiden und Fumarsäure oder zur Fällung von Schwefelwasserstoff (Bildung von Cadmiumsulfid) sowie als Elektrolyt in galvanischen Elementen (z. B. Weston-Normalelement) und bei der galvanischen Abscheidung von Cadmium.

## Sicherheitshinweise
Wie viele Cadmiumverbindungen ist Cadmiumsulfat als krebserzeugend und keimzellmutagen eingestuft. Hauptaufnahmeweg ist der Atemtrakt, untergeordnet der Verdauungstrakt und Resorption über die Haut.